# Lampo (motorfiets)
Lampo is een historisch motorfietsmerk. Motocicli Lampo, Turijn (1925-1926 en 1927-1930) was een italiaans fabriekje dat vlotte, sportieve machines met 123-, 173-, 198- en 247 cc tweetaktmotoren en een 173 cc kopklepmotor bouwde. De motorblokken werden van Piazza betrokken. In 1926 verdween het merk van de markt, maar Mario Sporeni, een vroegere medewerker, nam het over en leverde nog tot 1930 175 cc-modellen. 